# Отношения ДР Конго и Израиля
Отношения Демократической Республики Конго и Израиля — двусторонние международные дипломатические, исторические, военные, культурные и иные отношения между ДРК и Израилем.
У ДРК есть нерезидентный посол в Иерусалиме и посольство в Тель-Авиве. У Израиля нет дипломатического представительства в ДРК.

## История

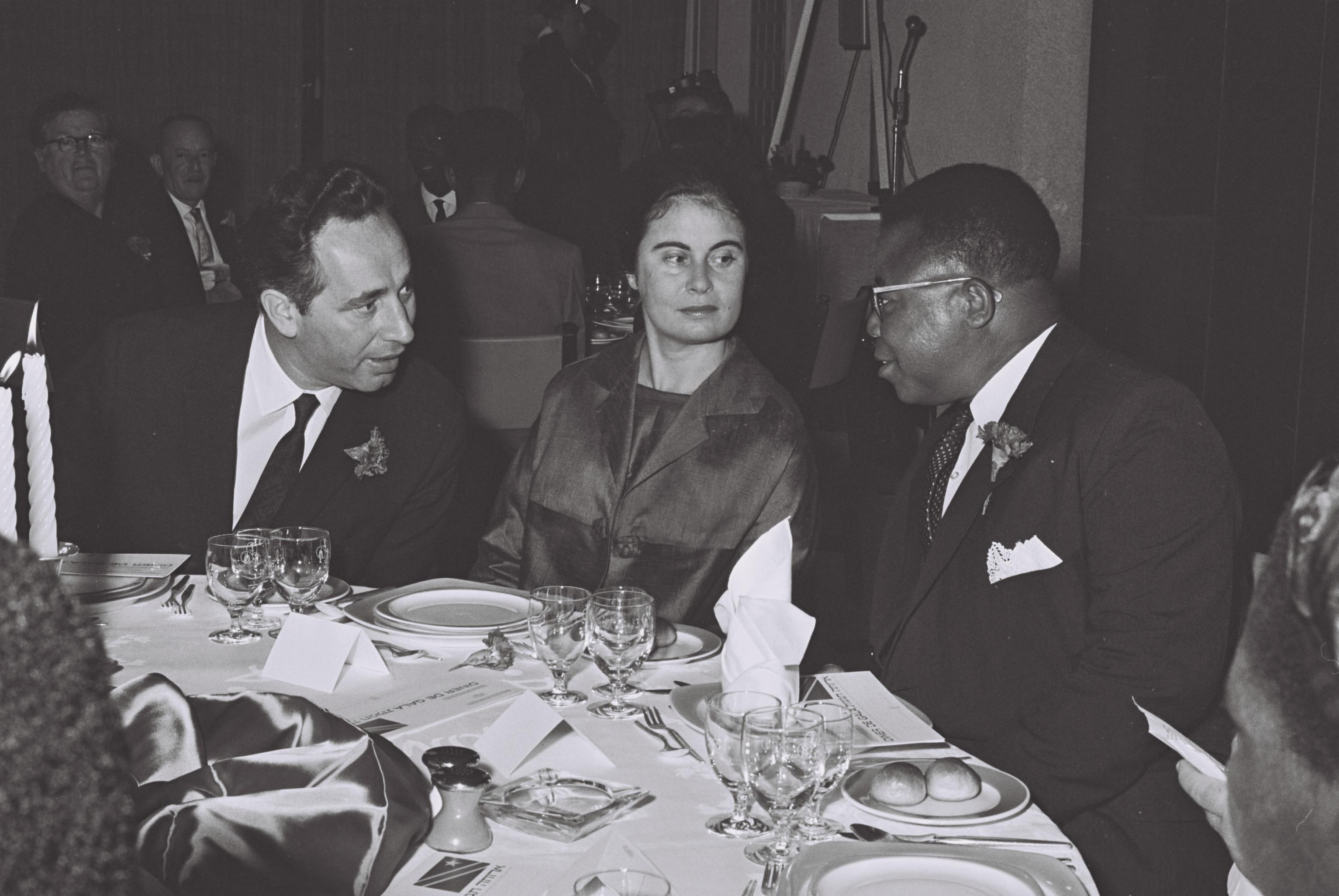
Шимон Перес, Ора Намир и президент Республики Конго Жозеф Касавубу, 1963 год

Отношения между двумя странами начались в 1980-х годах, когда Израиль предоставлял поддержку режиму Мобуту Сесе Секо, правителю страны, которая тогда называлась Заир. Кроме этого, в 1983 году было подписано двустороннее соглашение о военном сотрудничестве, по которому Израиль вооружал и тренировал элитные подразделения конголезской армии. В то же время Мобуту заявил: «Заир возлагает на Израиль задачу по реорганизации всей заирской армии», кроме того было известно, что он пользовался израильскими парашютами. В те же годы израильские официальные лица совершили несколько визитов в африканскую страну.
Еврейская община в республике является ещё одним фактором, способствующим развитию двусторонних отношений. Большинство евреев покинули страну после окончания бельгийского правления в стране, сегодня община насчитывает порядка 100 человек. В ДРК есть ультрарелигиозная йешива и её хорошие отношения с другими мировыми общинами характеризуются визитами представителей других общин в ДРК.
Сегодняшние отношения между двумя странами основаны в основном на гуманитарной помощи, оказываемой Израилем африканской республике, а также на торговых отношениях.
В сентябре 2023 года глава израильского правительства Биньямин Нетаниягу встретился с президентом Демократической Республики Конго Феликсом Чисекеди в кулуарах Генеральной Ассамблеи ООН. Политики обсудили укрепление сотрудничества между странами в области сельского хозяйства, торговли, безопасности и кибербезопасности, а также договорились о переносе посольства ДРК в Иерусалим.

## Конголезские беженцы в Израиле
В октябре 2018 года представители МВД совместно с сотрудниками МИДа Израиля приняли решение о нормализации ситуации в Конго в сфере безопасности. Поэтому беженцам из этой африканской страны предписано покинуть еврейское государство в течение 90 дней. Управление по регистрации населения окажет помощь африканцам, решившим добровольно покинуть Израиль до 5 января 2019 года. Против решения израильских властей выступили правозащитники, считающие, что ситуация в Конго далека от безопасной.
В апреле 2022 года глава израильского МИД Айелет Шакед подписала указ, снимающий коллективную защиту (с 2002 года) с находящихся в Израиле граждан ДР Конго (всего около 300 человек).